# Janina Barbara Sokołowska

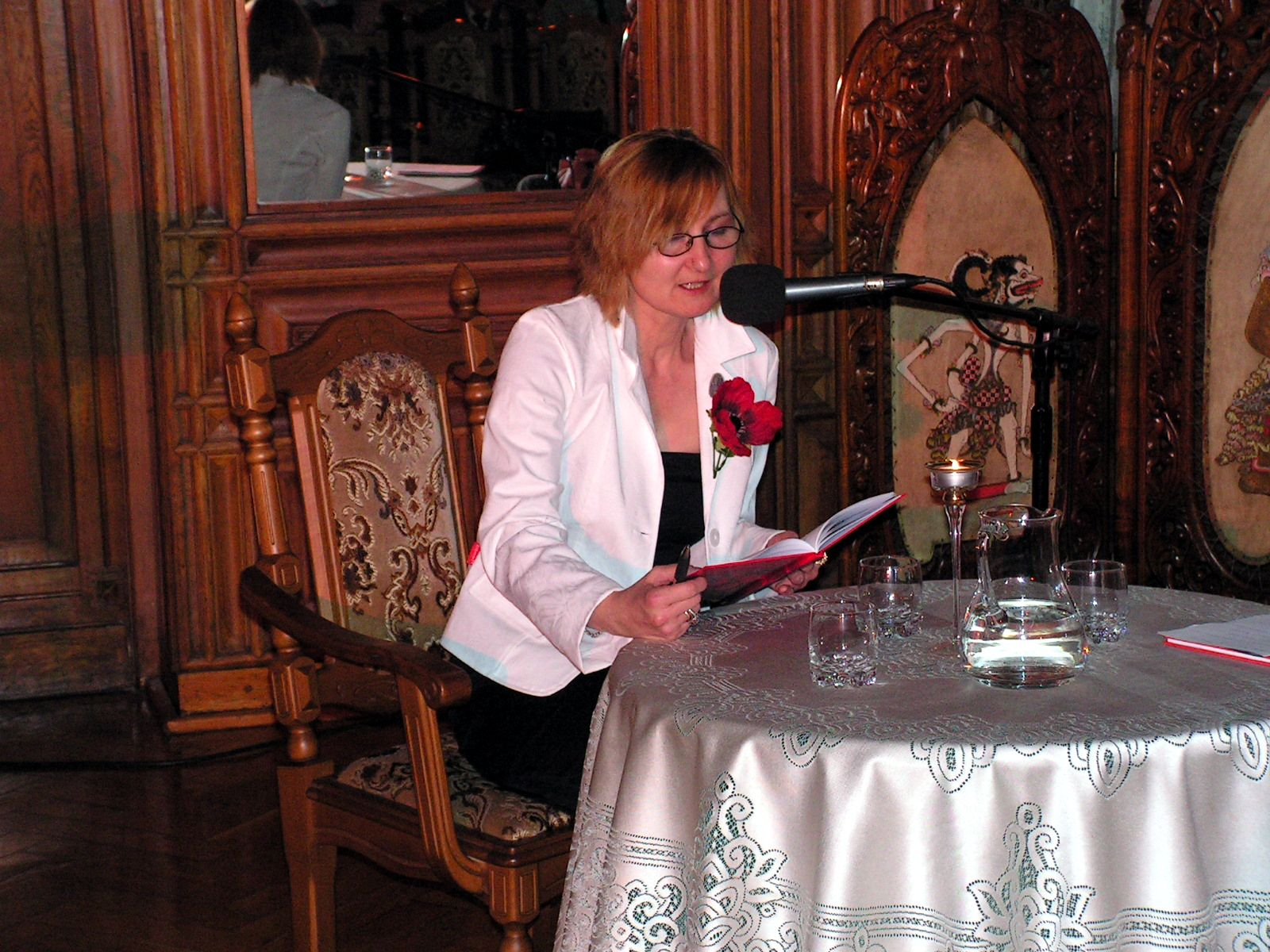
Spotkanie autorskie z czytelnikami

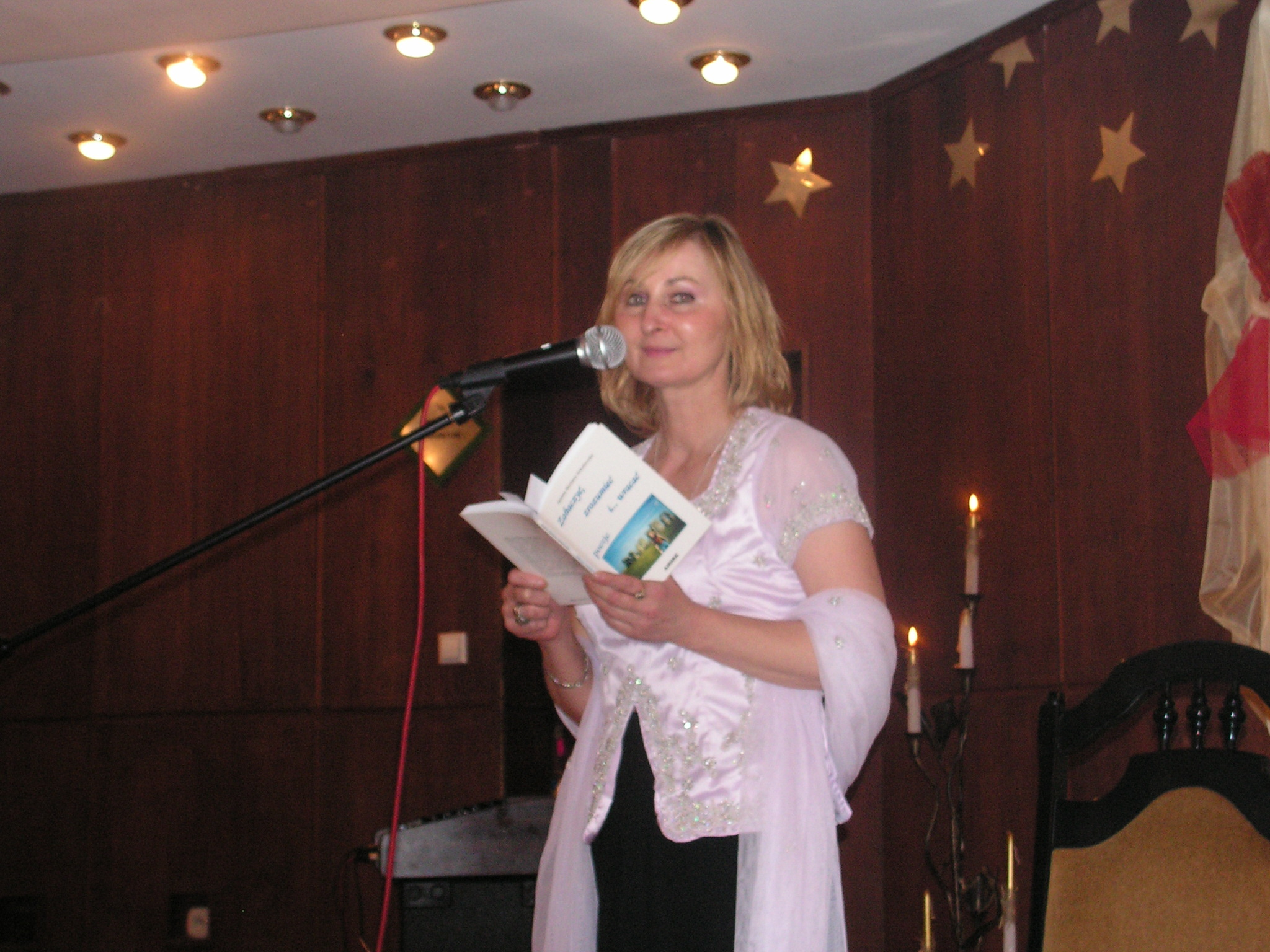
Spotkanie autorskie z czytelnikami

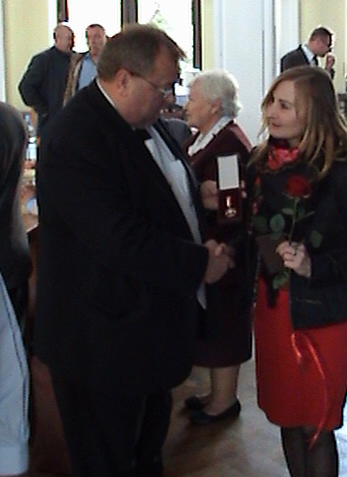
Wręczenie odznaczenia "Zasłużony dla Kultury Polskiej"

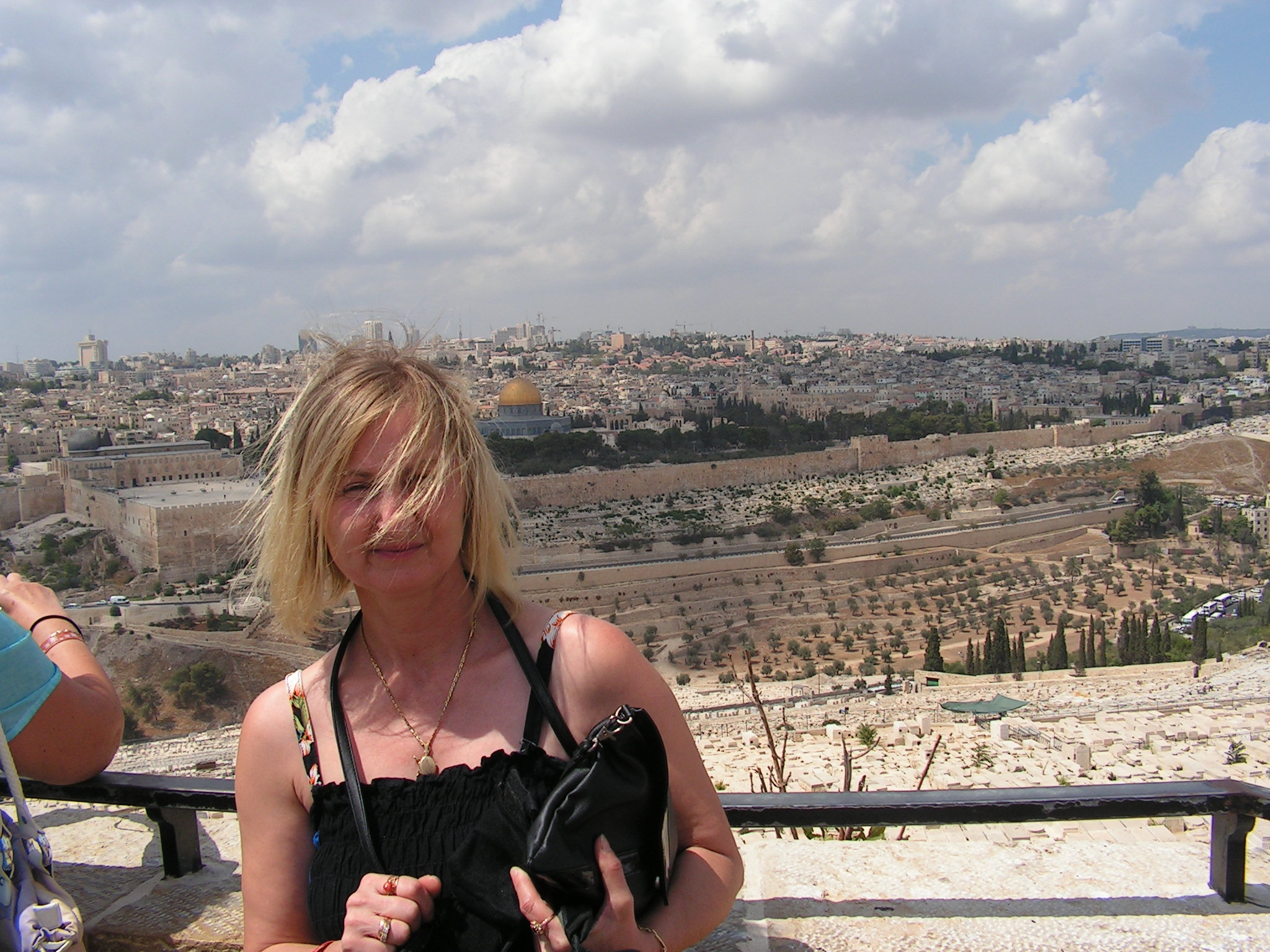
Obrazek z podroży do Jerozolimy

Janina Barbara Sokołowska (ur. 30 czerwca 1954 r. w Żychlinie) – polska poetka, eseistka, redaktorka, autorka bajek dla dzieci.

## Życiorys
Studiowała w Górnośląskiej Wyższej Szkole Pedagogicznej w Mysłowicach, a następnie ukończyła studia podyplomowe w Akademii Ekonomicznej w Katowicach na kierunku Menadżer kultury. Mieszka w Dąbrowie Górniczej.
Jako poetka debiutowała na łamach prasy regionalnej i tomem poetyckim Zobaczyć, zrozumieć i… wracać z przedmową Jana Przemszy-Zielińskiego. Wiersze i recenzje publikowane były na łamach prasy ogólnopolskiej i regionalnej m.in. w czasopismach: „Śląsk”, „Górnośląski Informator Kulturalny”, „Raptularz Kulturalny”, „Trybuna Śląska”, „Dziennik Zachodni”, „Gazeta Wyborcza”, „Gazeta Kujawska”, „Gazeta Kołobrzeska”, „Życie Kutna”, „Powiatowe Życie Kutna”, „Dziennik Łódzki – Bywalec”, „Dziennik Polski”, „Nowe Zagłębie”, „Puls Zagłębia”, „Echo Czeladzi”, „Stal”, „Dźwięk pereł”, „Kurier Literacki”, „Gazeta Uniwersytecka Uniwersytetu Śląskiego”, „Akant”, „Migotania”, „Metafora”. Publikowała w antologiach: Zagłębie poetów (2002), Pisarze, poeci, literaci, kronikarze Stowarzyszenia Autorów Polskich (2008), Postscriptum3 (2009), Postscriptum4 (2010), Postscriptum5 (2012). Od 2000 roku jej poezja jest prezentowana w Programie I Polskiego Radia w audycjach Strofy dla Ciebie i Strofy na dobranoc w wykonaniu Zofii Kucówny, w programach poetyckich w Polskim Radiu Łódź, Radiu Kołobrzeg, Radiu Piekary Śląskie, Polskim Radiu Katowice, Radiu Plus-Między Łodzią a Warszawą. 
Należy do Górnośląskiego Towarzystwa Literackiego, Towarzystwa Przyjaciół Dąbrowy Górniczej, Stowarzyszenia Autorów Polskich, Stowarzyszenia Pisarzy Polskich O/Śląski.
Redaktorka i współredaktorka książek: Żydzi w Zagłębiu Dąbrowskim i okolicy (2004), Śladami Żydów z Zagłębia Dąbrowskiego (2009), Kto jest kim w Zagłębiu Dąbrowskim (2004), Wędrówki bliskie i dalekie (2011).
Zaprezentowana została w słowniku bibliograficznym Pisarze i badacze literatury w Zagłębiu Dąbrowskim (2002), Kto jest kim w Zagłębiu Dąbrowskim (2004), Sylwetki Zagłębia (2007). 
Za szczególne zasługi stanowiące istotny wkład w rozwój poezji na Zjeździe Delegatów Stowarzyszenia Autorów Polskich (wrzesień 2013) autorka uhonorowana została odznaką Ministra Kultury i Dziedzictwa Narodowego "Zasłużony dla Kultury Polskiej".

## Nagrody i odznaczenia
- Dąbrowianin roku 2002[1]
- Nagroda Artystyczna Prezydenta Miasta Dąbrowa Górnicza[2]
- Odznaka honorowa Ministra Kultury i Dziedzictwa Narodowego "Zasłużony dla Kultury Polskiej"[3]
- Nagroda Prezydenta Miasta Dąbrowa Górnicza, grudzień 2014[4]
- Nagroda Ministra Kultury, Dziedzictwa Narodowego i Sportu za osiągnięcia artystyczne, wrzesień 2021[5]
- Odznaka honorowa zasłużony dla Powiatu Kutnowkiego, grudzień 2023, Starosta Kutnowski Daniel Kowalik

## Twórczość
- Janina Barbara Sokołowska: Zobaczyć, zrozumieć i ... wracać. Redakcja tomu i wstęp: Jan Przemsza-Zieliński. Wyd. I. Sosnowiec: SOWA-PRESS, 1999. ISBN 83-85876-50-2. Brak numerów stron w książce
- Janina Barbara Sokołowska: Czy już blisko nieba. Wstęp: Dominika Krawczyńska. Wyd. I. Katowice: Górnośląska Oficyna Wydawnicza, 2000. ISBN 83-85862-51-X. Brak numerów stron w książce
- Janina Barbara Sokołowska: Czy już blisko nieba. Wyd. II. Dąbrowa Górnicza: Agencja Wydawniczo-Reklamowa ADORE, 2002. ISBN 83-913322-5-X. Brak numerów stron w książce
- Janina Barbara Sokołowska: Ogród Armidy. Wstęp: Paweł Majerski. Wyd. I. Katowice: Górnośląska Oficyna Wydawnicza, 2001. ISBN 83-85862-70-6. Brak numerów stron w książce
- Janina Barbara Sokołowska: Ogród Armidy. Wyd. II. Dąbrowa Górnicza: Agencja Wydawniczo-Reklamowa ADORE, 2002. ISBN 83-913322-4-1. Brak numerów stron w książce
- Janina Barbara Sokołowska: Wiatraki. Wyd. I. Dąbrowa Górnicza: Agencja Wydawniczo-Reklamowa ADORE, 2002. ISBN 83-913322-3-3. Brak numerów stron w książce
- Janina Barbara Sokołowska: Zobaczyć, zrozumieć i ... wracać. Wyd. II. Dąbrowa Górnicza: Agencja Wydawnicza-Reklamowa ADORE, 2002. ISBN 83-913322-6-8. Brak numerów stron w książce
- Janina Barbara Sokołowska: Dźwięk pereł. Przedmowa: Michał Kaczmarczyk. Wyd. I. Dąbrowa Górnicza: Agencja Wydawniczo-Reklamowa ADORE, 2002. ISSN 1644-6607. Brak numerów stron w książce
- Janina Barbara Sokołowska: Cukrowe kolce. Wstęp: Michał Kaczmarczyk. Wyd. I. Dąbrowa Górnicza: Agencja Wydawniczo-Reklamowa ADORE, 2002. ISBN 83-913322-7-6. Brak numerów stron w książce
- Janina Barbara Sokołowska: Pocałunki czasu. Wstęp: Michał Kaczmarczyk. Wyd. I. Dąbrowa Górnicza: Agencja Wydawniczo-Reklamowa ADORE, 2003. ISBN 83-913322-8-4. Brak numerów stron w książce
- Janina Barbara Sokołowska: Krytyka krytyki. Wolność w poezji współczesnej. Posłowie: Dariusz Rott. Wyd. I. Dąbrowa Górnicza: Agencja Wydawniczo-Reklamowa ADORE, 2004. ISBN 83-919636-6-7. Brak numerów stron w książce
- Janina Barbara Sokołowska oprac. rozdz.4. Życie literackie, plastyczne, muzyczne wybranych jednostek w Żydzi w Zagłębiu Dąbrowskim i okolicy (Będzin 2004)
- Janina Barbara Sokołowska Maki. Wstęp Maciej Szczawiński. Agencja Wydawniczo-Reklamowa ADORE, ISBN 83-922009-5-0, Dąbrowa Górnicza (szkice poetyckie 2004)
- Janina Barbara Sokołowska: Brzeg cofnięty barką. Pożegnanie.  Das Ufer von Deinem Boot zurückgeschoben. Ein Abschied. . Przedmowa: Paweł Majerski, Tłumaczenie na język niemiecki: Ilona Mazurska. Wyd. I. Dąbrowa Górnicza: Agencja Wydawniczo-Reklamowa ADORE, 2006. ISBN 83-60392-01-3.{{Cytuj książkę}} Nieoczekiwana grafika: "tytuł". Brak numerów stron w książce
- Janina Barbara Sokołowska: Ciebie nie ma. Przedmowa: Marian Kisiel. Wyd. I. Dąbrowa Górnicza: Agencja Wydawniczo-Reklamowa ADORE, 2008. ISBN 978-83-60392-01-0. Brak numerów stron w książce
- Janina Barbara Sokołowska oprac. O dzieciństwie w Śladami Żydów z Zagłębia Dąbrowskiego (Będzin 2009)
- Janina Barbara Sokołowska: Szelki bezpieczeństwa. Wyd. I. Dąbrowa Górnicza: Agencja Wydawniczo-Reklamowa ADORE, 2010. ISBN 978-83-60392-05-8. Brak numerów stron w książce
- Janina Barbara Sokołowska: Nic. Wyd. I. Chorzów: ADVERT STUDIO, 2012. ISBN 978-83-935188-7-6. Brak numerów stron w książce
- Janina Barbara Sokołowska: Pamiętnik Matki. Wyd. I. Chorzów: ADVERT STUDIO, 2012. ISBN 978-83-935188-4-5. Brak numerów stron w książce
- Janina Barbara Sokołowska O ślimaczku, żabce, gąsce i leśnej rodzinie. Wydawnictwo ADVERT, ISBN 978-83-92869-90-2, Ruda Śląska (zbiór bajek 2010)
- Janina Barbara Sokołowska. Wstęp do tomiku wierszy Wypełnić przestrzeń Bogusława Sobieraja (Sosnowiec,2011)
- Janina Barbara Sokołowska. Przedmowa do książki Wędrówki bliskie i dalekie Bogusława Sobieraja (Sosnowiec, 2011)
- Janina Barbara Sokołowska Hiperrealistyczne minuty. Recenzent wierszy Paweł Majerski. Wydawnictwo ADVERT, ISBN 978-83-928699-8-6, Ruda Śląska (poezje 2011)
- Janina Barbara Sokołowska Szelki bezpieczeństwa (wydanie II poszerzone). Recenzent wierszy Paweł Majerski. Wydawnictwo ADVERT, ISBN 978-83-928699-7-9, Ruda Śląska (poezje 2012).
- Janina Barbara Sokołowska Deklinacja wiersze dawne i nowe. Recenzent wierszy Paweł Majerski, posłowie Marian Kisiel. Wydawnictwo ADVERT STUDIO, Chorzów 2014. ISBN 978-83-64804-03-8.
- Janina Barbara Sokołowska Mój świat odchodzi. Redakcja: dr hab. Paweł Majerski. Wydawnictwo ADVERT STUDIO, Chorzów 2016. ISBN 978-83-64804-35-9.
- Janina Barbara Sokołowska Złamana symetria.  Wydawnictwo MaMiKo, Nowa Ruda 2020, ISBN 978-83-65795-68-7
- Janina Barbara Sokołowska Wiersze na przemiał. Wydawnictwo "Śląsk" sp.z o.o. Wydawnictwo Naukowe, Katowice 2020,  ISBN 978-83-8183-054-6, posłowie Paweł Majerski
- Janina Barbara Sokołowska Nikt. Wydawnictwo MaMiKo, Nowa Ruda 2021, ISBN 978-83-65795-93-9
- Janina Barbara Sokołowska Nad tym wszawym życiem / On This Lousy Life. Wydawnictwo MaMiKo, Nowa Ruda 2022, ISBN 978-83-66934-32-0, posłowie prof. Paweł Majerski
- Janina Barbara Sokołowska W podręcznej torebce noszę ich kości / I carry their bones in my handbag, Agencja Wydawnicza Gajus, Gdańsk 2023, ISBN 978-83-67370-25-7, Patronat: https://sztukater.pl
- Janina Barbara Sokołowska Moja ćma / My Moth, Wydawnictwo Sowello, Rzeszów 2024, ISBN 978-83-68203-03-5